# 1920年アントワープオリンピックのアメリカ合衆国選手団
1920年アントワープオリンピックのアメリカ合衆国選手団（1920ねんアントワープオリンピックのアメリカがっしゅうこくせんしゅだん）は、1920年8月14日から9月12日にかけてベルギーのアントウェルペン州アントワープで開催された1920年アントワープオリンピックのアメリカ合衆国選手団、およびその競技結果。

## 概要
今大会は金メダル41個、銀メダル27個、銅メダル27個の合計95個のメダルを獲得した。

## メダル
| メダル | 選手名                                                                                        | 競技               | 種目                   |
| ------ | --------------------------------------------------------------------------------------------- | ------------------ | ---------------------- |
| 金     | チャールズ・パドック                                                                          | 陸上               | 男子100m               |
| 金     | アレン・ウッドリング                                                                          | 陸上               | 男子200m               |
| 金     | フランク・ルーミス                                                                            | 陸上               | 男子400mハードル       |
| 金     | チャールズ・パドック ジャクソン・ショルツ ローレン・マーチソン モリス・カークシー             | 陸上               | 男子4×100mリレー       |
| 金     | ホレイス・ブラウン アーリー・シャート イヴァン・ドレッサー                                    | 陸上               | 男子3000m団体          |
| 金     | リッチモンド・ランドン                                                                        | 陸上               | 男子走高跳             |
| 金     | フランク・フォス                                                                              | 陸上               | 男子棒高跳             |
| 金     | パトリック・ライアン                                                                          | 陸上               | 男子ハンマー投         |
| 金     | パトリック・マクドナルド                                                                      | 陸上               | 男子重錘投             |
| 金     | デューク・カハナモク                                                                          | 競泳               | 男子100m自由形         |
| 金     | ノーマン・ロス                                                                                | 競泳               | 男子400m自由形         |
| 金     | ノーマン・ロス                                                                                | 競泳               | 男子1500m自由形        |
| 金     | ウォーレン・ケアロハ                                                                          | 競泳               | 男子100m背泳ぎ         |
| 金     | ペリー・マギリブレー プア・ケアロハ ノーマン・ロス デューク・カハナモク                       | 競泳               | 男子4×200m自由形リレー |
| 金     | エセルダ・ブレーブトリー                                                                      | 競泳               | 女子100m自由形         |
| 金     | エセルダ・ブレーブトリー                                                                      | 競泳               | 女子300m自由形         |
| 金     | マーガレット・ウッドブリッジ フランシス・シュロス アイリーン・ゲスト エセルダ・ブレーブトリー | 競泳               | 女子4×100m自由形リレー |
| 銀     | モリス・カークシー                                                                            | 陸上               | 男子100m               |
| 銀     | チャールズ・パドック                                                                          | 陸上               | 男子200m               |
| 銀     | アール・エビー                                                                                | 陸上               | 男子800m               |
| 銀     | ハロルド・バロン                                                                              | 陸上               | 男子110mハードル       |
| 銀     | ジョン・ノートン                                                                              | 陸上               | 男子400mハードル       |
| 銀     | パトリック・フリン                                                                            | 陸上               | 男子3000m障害          |
| 銀     | ジョセフ・ピアマン                                                                            | 陸上               | 男子10km競歩           |
| 銀     | カール・ジョンソン                                                                            | 陸上               | 男子走幅跳             |
| 銀     | ハロルド・ミュラー                                                                            | 陸上               | 男子走高跳             |
| 銀     | パトリック・ライアン                                                                          | 陸上               | 男子重錘投             |
| 銀     | エベレット・ブラッドリー                                                                      | 陸上               | 男子五種競技           |
| 銀     | ブルータス・ハミルトン                                                                        | 陸上               | 男子十種競技           |
| 銀     | プア・ケアロハ                                                                                | 競泳               | 男子100m自由形         |
| 銀     | ルディ・ランガー                                                                              | 競泳               | 男子400m自由形         |
| 銀     | レイ・ケジェリス                                                                              | 競泳               | 男子100m背泳ぎ         |
| 銀     | アイリーン・ゲスト                                                                            | 競泳               | 女子100m自由形         |
| 銀     | マーガレット・ウッドブリッジ                                                                  | 競泳               | 女子300m自由形         |
| 銅     | ローレンス・シールズ                                                                          | 陸上               | 男子1500m              |
| 銅     | フレデリック・マレー                                                                          | 陸上               | 男子110mハードル       |
| 銅     | オーガスト・デッシュ                                                                          | 陸上               | 男子400mハードル       |
| 銅     | リチャード・レマー                                                                            | 陸上               | 男子3km競歩            |
| 銅     | エドウィン・マイヤーズ                                                                        | 陸上               | 男子棒高跳             |
| 銅     | ハリー・リヴァセッジ                                                                          | 陸上               | 男子砲丸投             |
| 銅     | ガス・ポープ                                                                                  | 陸上               | 男子円盤投             |
| 銅     | バジル・ベネット                                                                              | 陸上               | 男子ハンマー投         |
| 銅     | ウィリアム・ハリス                                                                            | 競泳               | 男子100m自由形         |
| 銅     | フランシス・シュロス                                                                          | 競泳               | 女子100m自由形         |
| 銅     | フランシス・シュロス                                                                          | 競泳               | 女子300m自由形         |
| 銅     | テレサ・ウェルド                                                                              | フィギュアスケート | 女子シングル           |